# Henry Wiklund
Henry Alf Wiklund, född 10 april 1948 i Helsingfors, är en finländsk ämbetsman.
Wiklund blev ekonomie magister 1975. Han var organisationssekreterare i Svenska folkpartiet 1971–1976 och biträdande partisekreterare 1977–1986. Han utsågs 1986 till verkställande direktör för Svenska litteratursällskapet i Finland, där han med stor framgång förvaltat en central del av det finlandssvenska kulturkapitalet, inklusive Svenska kulturfonden. Han har författat Uppdraget som växte: Historien om Svenska litteratursällskapet som förvaltare av allmännyttigt kapital (2015). Han blev ordförande för förvaltningsrådet vid Sparbank Aktia 2002. För sina kulturekonomiska insatser har han erhållit titeln kammarråd.

## Utmärkelser
- Riddartecknet av I klass av Finlands Lejons orden,  6 december 1992[3]
- Kommendörstecknet av Finlands Lejons orden,  6 december 2005[3]
- Kommendör av Nordstjärneorden[4]

[Redigera Wikidata]